# اچ‌ام‌اس هروارد (اچ۹۳)
اچ‌ام‌اس هروارد (اچ۹۳) (به انگلیسی: HMS Hereward (H93)) یک کشتی بود که طول آن ۳۲۳ فوت (۹۸٫۵ متر) بود. این کشتی در سال ۱۹۳۶ ساخته شد.